# Calathodes oxycarpa
Calathodes oxycarpa är en ranunkelväxtart som beskrevs av Thomas Archibald Sprague. Calathodes oxycarpa ingår i släktet Calathodes och familjen ranunkelväxter. Inga underarter finns listade i Catalogue of Life.